# 諫早家崇
諫早 家崇（いさはや いえたか、1854年5月16日〈嘉永7年4月20日〉 - 1912年〈明治45年〉1月24日）は、明治時代の華族（男爵）。14代諫早邑主諫早茂孫の長男。叔父諫早一学（茂孫の次々代邑主）の養子。千吉郎。勲等は勲四等。

## 経歴
肥前国高来郡諫早に生まれる。1871年（明治4年）にドイツに留学し、1880年（明治13年）より外務省、太政官、参事院等に勤務する。
1893年（明治26年）10月10日に貴族院多額納税者議員として、選出された。1898年（明治31年）8月4日、貴族院議員を辞任した。この時は、会派には所属せず、無所属だった。
1897年（明治30年）には養父の功により男爵に叙爵された。1904年（明治37年）7月10日、貴族院男爵議員に選出され、再び貴族院議員となった。1912年（明治45年）に59歳で没するまで在任した。会派は当選直後は木曜会に所属し、清交会を経て、最後は茶話会に所属した。墓所は諫早氏代々の墓がある諫早市天祐寺。

## 栄典
- 1897年（明治30年）11月10日 - 従五位[11]
- 1903年（明治36年）12月11日 - 正五位[12]
- 1910年（明治43年）12月27日 - 従四位[13]

## 親族
室は鍋島直彬の娘神代子。子に諫早家興、諫早不二雄。